# ConnochaetOS
ConnochaetOS (лат. Connochaetes - антилопа гну) — дистрибутив GNU/Linux, ориентированный на использование на старых компьютерах.
В отличие от своего предшественника (DeLi), новая версия дистрибутива использует ядро Linux версии 2.6 и более не поддерживает архитектуры i386.

По словам разработчиков, ConnochaetOS пока ещё находится в состоянии разработки, поэтому не рекомендуется для обычного использования.

## Цели проекта
ConnochaetOS будет:
- содержать только свободные программы, в соответствии с рекомендациями проекта GNU для дистрибутивов свободных операционных систем;
- следовать принципу KISS;
- использовать как можно меньше ресурсов;
- современным, но стабильным;
- включать:
  - текущее ядро Linux-Libre “LTS”;
  - библиотеку eglibc, бинарно совместимую с glibc;
  - Xorg и типичные офисные, мультимедийные и веб-приложения.

## Системные требования
Разработчики ставят перед собой цель создания системы, способной работать даже на компьютерах с процессором Pentium I с 64 МБ оперативной памяти и выполнять функции настольного компьютера с графическим интерфейсом.

## Программное обеспечение
Как уже отмечалось, ConnochaetOS использует ядро Linux-2.6.32.25-libre-lts. Кроме того, в стандартный комплект поставки входит Xorg-Server 1.9.2, рабочая среда LXDE, веб-браузер XXXTerm. В качестве офисных приложений, как и прежде, используются Abiword и Gnumeric.
В качестве пакетного менеджера, как и в DeLi-0.8, используется pacman (пакетный менеджер Arch Linux).

## Прекращение разработки
21 июля 2013 года автор объявил о прекращении разработки ConnochaetOS. Все ресурсы будут доступны до конца 2013 года

## Продолжение разработки
Разработка дистрибутива продолжается.
В данный момент доступна версия 14.1 (based on Slackware and Salix OS)